# Sambavar Vadagarai
Sambavar Vadagarai es una ciudad y nagar Panchayat situada en el distrito de Tenkasi en el estado de Tamil Nadu (India). Su población es de 16709 habitantes (2011).

## Demografía
Según el censo de 2011 la población de Sambavar Vadagarai era de 16709 habitantes, de los cuales 8347 eran hombres y 8362 eran mujeres. Sambavar Vadagarai tiene una tasa media de alfabetización del 74,28%, inferior a la media estatal del 80,09%: la alfabetización masculina es del 83,13%, y la alfabetización femenina del 65,52%.